# Гетьман Данило Апостол (срібна монета)
«Ге́тьман Дани́ло Апо́стол» — срібна пам'ятна монета номіналом 10 гривень, випущена Національним банком України, присвячена видатному українському військовому, політичному і державному діячеві України XVIII ст., гетьманові Лівобережної України — Данилу Апостолу, який зробив багато для впорядкування місцевого самоврядування, реформування системи судочинства, врегулювання землекористування, розвитку торгівлі.
Монету введено в обіг 29 листопада 2010 року. Вона належить до серії «Герої козацької доби».

## Опис монети та характеристики
| Номінал грн. | Метал            | Маса, г      | Діаметр, мм | Якість виготовлення | Гурт                           | Тираж, штук |
| ------------ | ---------------- | ------------ | ----------- | ------------------- | ------------------------------ | ----------- |
| 10           | срібло 925 проби | 31,1 / 33,62 | 38,6        | пруф                | гладкий із заглибленим написом | 8 000       |

### Аверс
На аверсі монети зображена одна для всієї серії композиція, що відображає національну ідею Соборності України: з обох боків малого Державного герба України розміщені фігури архістратига Михаїла і коронованого лева — герби міст Києва та Львова. Навколо зображення розміщені стилізовані написи, розділені бароковим орнаментом: «УКРАЇНА», «10 ГРИВЕНЬ», «2010», позначення та проба металу — Ag 925 і його вага у чистоті — 31,1.

### Реверс

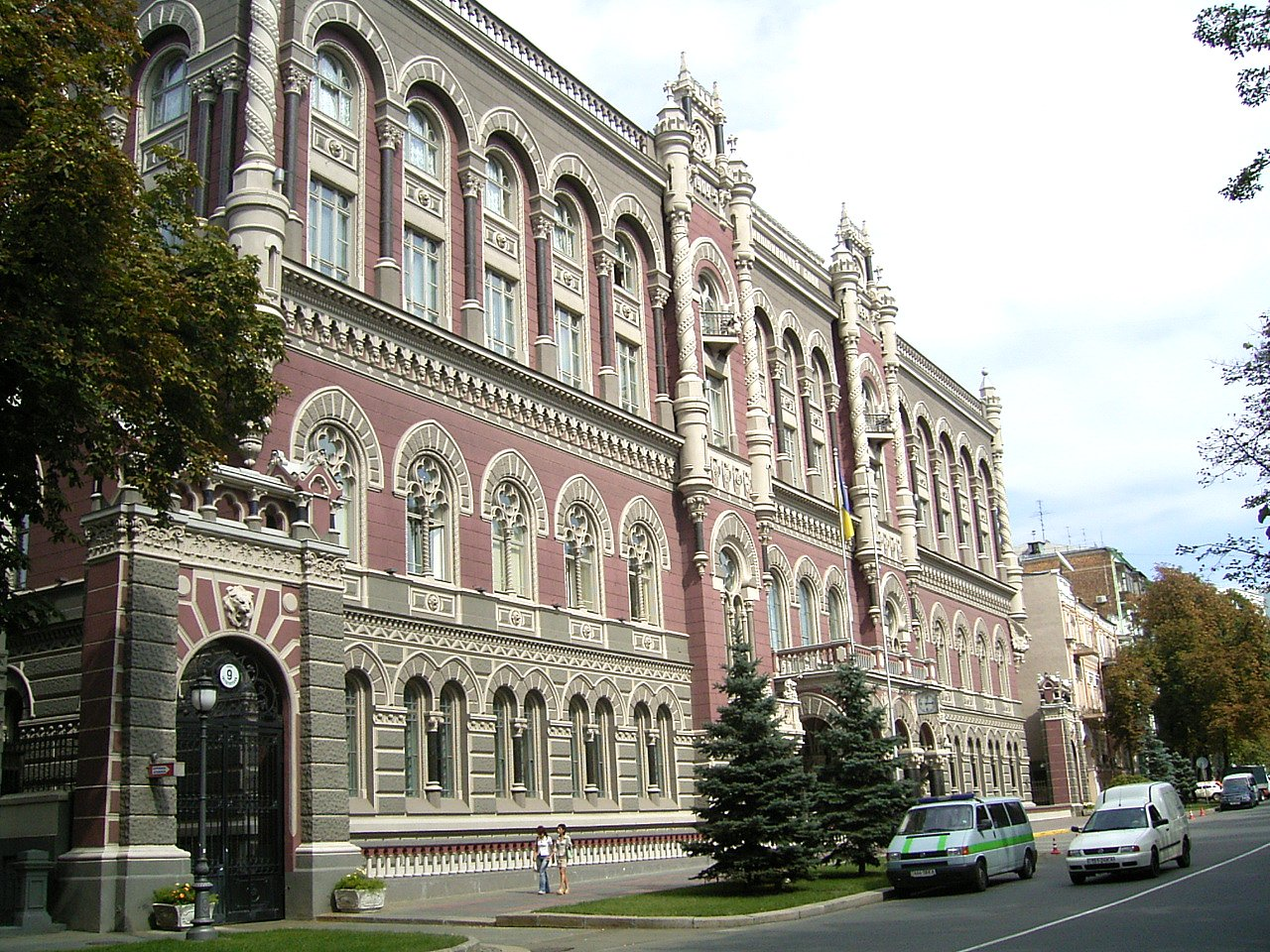
Будівля Національного банку України

На реверсі монети зображено портрет Данила Апостола на тлі драпування, ліворуч — його герб, унизу напис у два рядки «ДАНИЛО АПОСТОЛ», ліворуч і праворуч від якого роки життя «1654–1734».

## Автори
- Художники: Івахненко Олександр, Іваненко Святослав.
- Скульптор — Іваненко Святослав.

## Вартість монети
Ціна монети — 575 гривень була вказана на сайті Національного банку України в 2012 році.
Фактична приблизна вартість монети, з роками змінювалася так:
| Рік        | 2011 | 2012 | 2013 | 2014 | 2015 | 2016 | 2017  | 2018 | 2019 | 2020 | 2021  | 2022  | 2023  | 2024  | 2025  |
| ---------- | ---- | ---- | ---- | ---- | ---- | ---- | ----- | ---- | ---- | ---- | ----- | ----- | ----- | ----- | ----- |
| Ціна, грн. | 450  | 550  | 600  | 600  | 840  | 830  | 1 050 | 900  | 800  | 850  | 1 350 | 1 750 | 2 050 | 2 700 | 3 500 |